# West Edmonton Mall
West Edmonton Mall (WEM) er et indkøscenter i Edmonton i Canada ejet af Triple Five Group. Det er det anden mest besøgte indkøbscenter i Canada (2019), det 14. største i verden (på en plads delt med The Dubai Mall) målt efter areal til leje (2019) og det anden største i Nordamerika målt på kvadratmeter efter Mall of America med 490000 m2. West Edmonton Mall angiver at have over 800 lejere. Indløbscentret blev grundlagt af Ghermezian-brødrene, som flyttede til Canada fra Iran i 1959.